# Llinda de Can Plana de Munt
La Llinda de Can Plana de Munt és una obra de Santa Pau (Garrotxa) inclosa a l'Inventari del Patrimoni Arquitectònic de Catalunya.

## Descripció
Can Plana-de-Munt és un gran casal de planta rectangular, teulat a dues aigües, amb els vessants encarats cap a les façanes principals. Va ser bastit amb carreus petitons i ben escairats per als angles i obertures. Algunes d'elles estan ornamentades amb motius florals i d'altres amb atributs religiosos. Can Plana-de-Munt, encara haver estat construïda al segle xvii, conserva en gran manera la fàbrica primitiva. Va ésser un dels casals més grans de la Vall dels Arcs juntament amb la Plana-de-Vall. A la llinda s'hi pot llegir "2 de /[ ] bril/1665/ISIDROMAS/PREVERE".